# Sortes
Le sortes (sors al singolare latino) erano un metodo frequente di divinazione utilizzato dagli antichi romani. 
Il metodo implica una specie di lotteria (sortes), con cui l'appunto si tira o si estrae a sorte, onde ottenere auspicia, ossia la conoscenza degli eventi futuri: in molti antichi templi italici la volontà degli dèi veniva consultata in questo modo, come a Preneste, Cere, eccetera.

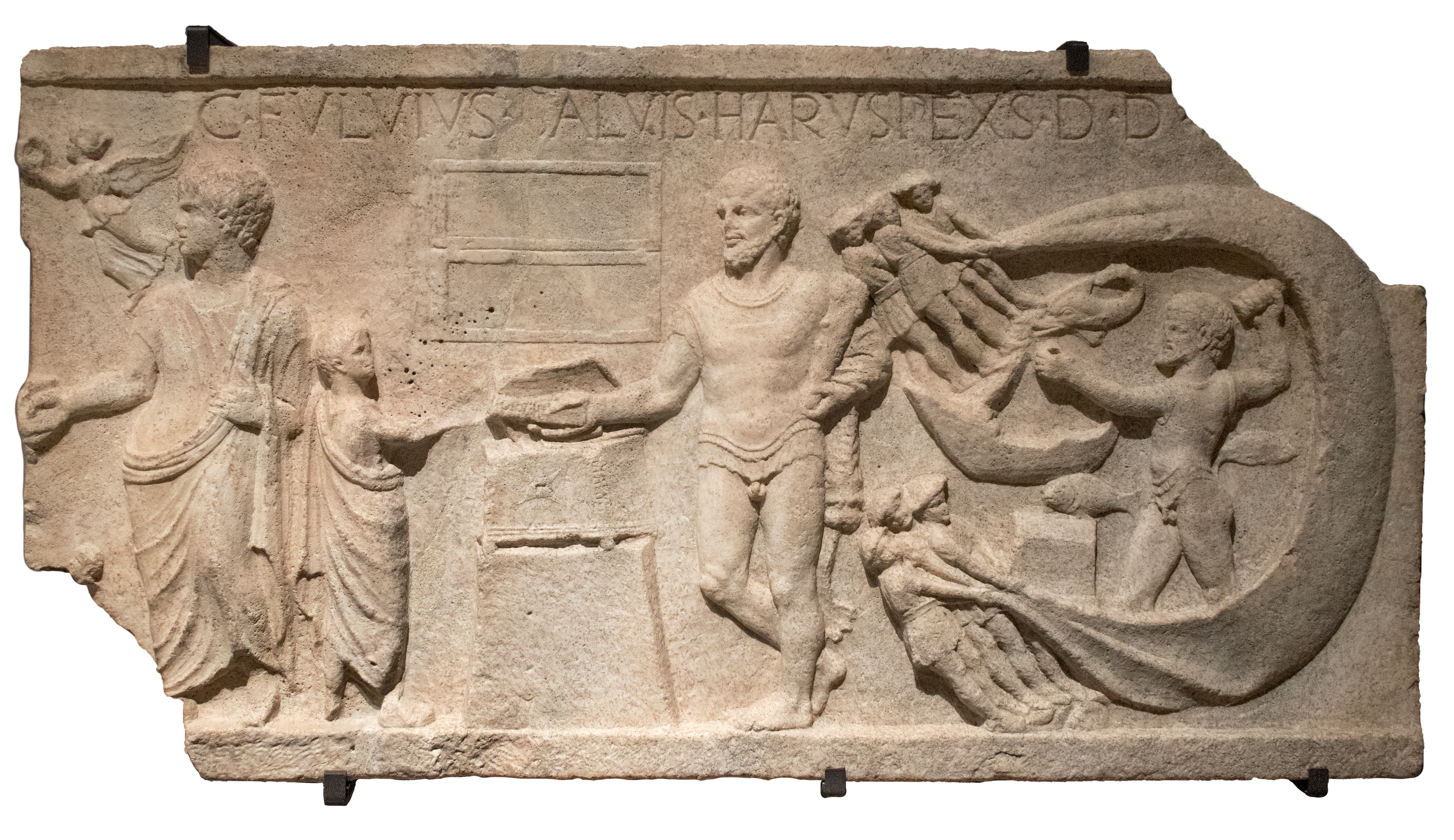
Rilievo dell'aruspice C. Fulvio Salvis ritrovato nell'area del tempio di Ercole di Ostia. Al centro Ercole che consegna le sortes a un fanciullo, ed a destra, il ritrovamento in mare della statua del dio con in mano l'urna.

## La lotteria dellesortes
Queste sortes o «lotti» erano di solito piccole tavolette simili a gettoni (o fiche), fatti di legno o altro materiale, ed erano comunemente gettati in una situla (secchio), o dentro un'urna, riempita con acqua, da cui poi venivano estratte a sorte. Viceversa le sortes venivano talvolta lanciate come fossero dadi.
Sulla base del risultato si effettuava una predizione detta «cleromanzia», ed il nome sortes venne così assegnato ad ogni sorteggio utilizzato per determinare gli avvenimenti. Lo stesso metodo fu anche applicato per ricevere le risposte verbali di un oracolo.
Varie parole venivano scritte sopra i lotti, secondo le circostanze, come per esempio i nomi delle persone che li usavano: sembra fosse stata una pratica prediletta nei tempi successivi quella di scrivere versi di poeti illustri sopra piccole tavolette, ed estrarli poi dall'urna insieme agli altri lotti, supponendo che i versi così ottenuti fossero adatti a una data persona o situazione; perciò noi leggiamo di sortes homericae, o sortes virgilianae, che indicano rispettivamente i lotti o versi di Omero e Virgilio estratti a sorte.
Allo stesso modo questa era anche la pratica per consultare i poeti, come i musulmani facevano con il Corano e con gli Ḥāfiẓ, e molti cristiani con la Bibbia, vale a dire aprendo il libro a caso e applicando il primo passaggio che colpisce l'occhio a circostanze immediate riguardanti la propria persona. Questa pratica era molto comune tra i primi cristiani, i quali sostituivano la Bibbia e il Libro dei Salmi ad Omero e Virgilio. 
Molti concili ripetutamente condannarono queste, così allora definite, Sortes Sanctorum («sacri lotti»).  I libri sibillini erano probabilmente anche consultati in questo modo. Coloro che predicevano gli eventi futuri per mezzo delle sortes venivano chiamati sortilegi («indovini»).

### Sortes Conviviales
In maniera simile, le Sortes Conviviales erano tavolette sigillate, che venivano vendute agli intrattenimenti, e dopo essere state aperte, togliendo il sigillo, concedevano all'acquirente il diritto a merci di valore molto diverso; perciò erano anch'esse un tipo di lotteria.